# Hiroši Jošida
Hiroši Jošida (japonsko 吉田 弘), japonski nogometaš, 11. februar 1958.
Za japonsko reprezentanco je odigral 9 uradnih tekem.